# Скалицкие говоры

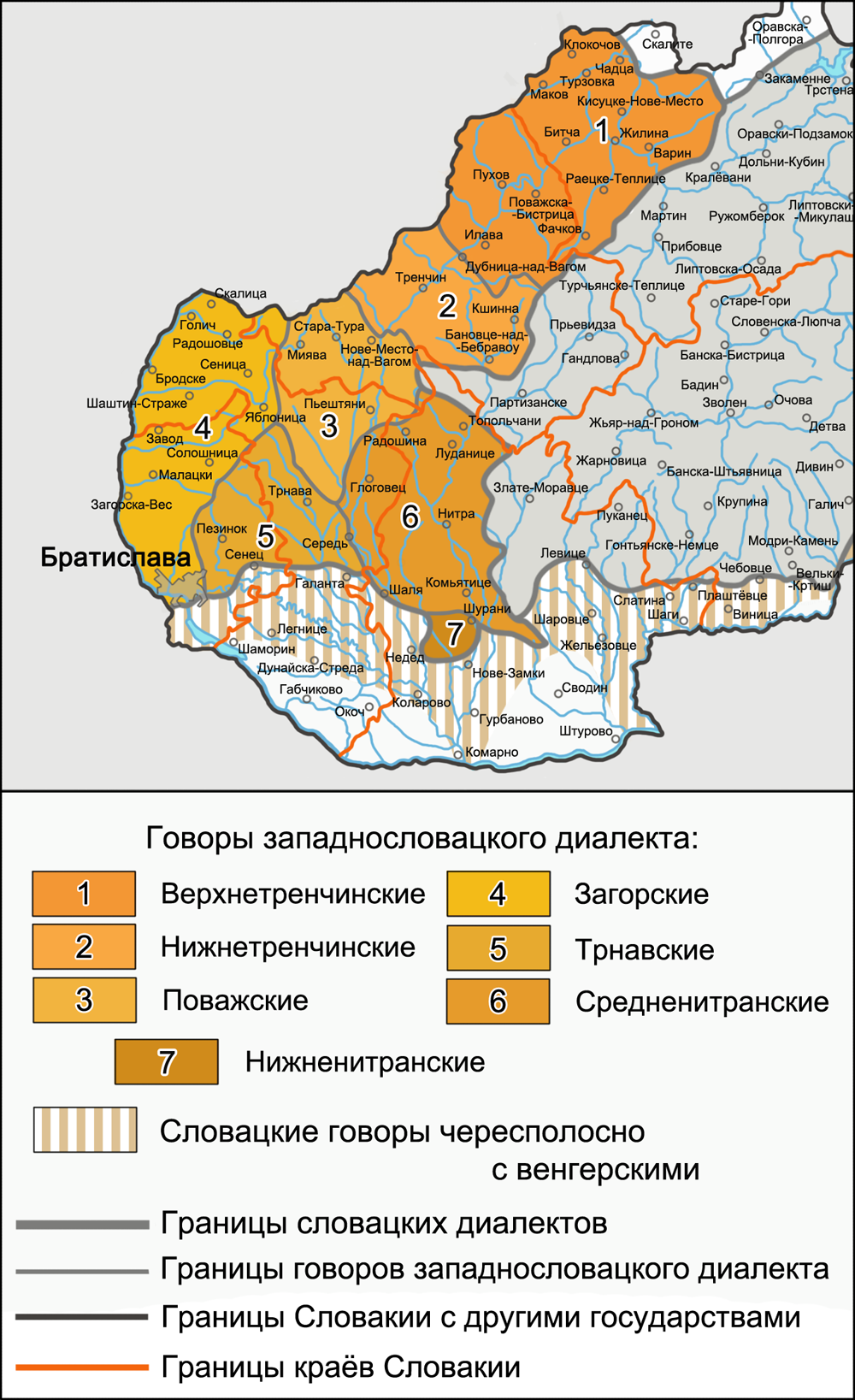
Окрестности города Скалица — область распространения
скалицких говоров в загорском диалектном ареале

Ска́лицкие го́воры (словац. skalické nárečie) — говоры загорского ареала западнословацкого диалекта, распространённые в северо-западной части Трнавского края Словакии. По ряду признаков скалицкие говоры ещё больше сближаются с говорами чешского языка, чем остальные загорские говоры.
Как особый диалектный район в составе загорских говоров скалицкий ареал выделяется в классификации, опубликованной в «Атласе словацкого языка» и в классификации Р. Крайчовича.

## Ареал и название
Ареал скалицких говоров размещён в западной части Словакии на границе с Чехией. Данный ареал занимает северо-западную часть области распространения загорских говоров и, соответственно, исторической области Загорье.
По современному административно-территориальному делению Словакии данный регион расположен в северо-западной части территории Трнавского края (в окрестностях города Скалица — главным образом, в Скалицком районе).

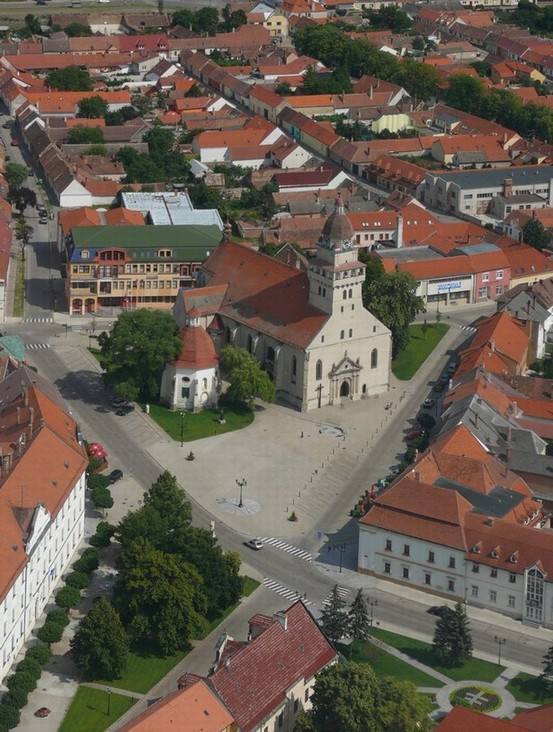
Центр города Скалица, в окрестностях которого размещён ареал скалицких говоров

С севера и запада к ареалу скалицких говоров примыкает ареал словацкого (южного) диалекта восточноморавской (моравско-словацкой) диалектной группы, с юга и востока область распространения скалицких говоров граничит с ареалом остальных загорских говоров западнословацкого диалекта.
Название скалицких говоров происходит от наименования города Скалица, в окрестностях которого расположена территория распространения данного диалектного ареала.

## Диалектные особенности
Для скалицких говоров характерны следующие диалектные особенности, отличающие их от основного загорского ареала:
- наличие фонем z и ž, представленных в скалицких говорах в соответствии фонемам ʒ < *dj и ǯ; отклонения в рефлексах согласной *dj отмечаются и в остальных загорских говорах, но в скалицких они употребляются наиболее последовательно: в скалицких говорах — mezi, cuzi, sázať — sáǯu, házať — hážu, núza, meza, zerz, hovjazi; в остальных загорских говорах — meʒi, cuʒi, sáʒať — sáǯu, háʒať — háǯu, núza, meza, zerz, hovjazi;
- наличие слоговых согласных в словах типа dlúho, tlustí; в остальных загорских говорах — dúho, tustí;
- реституция ассибилированных согласных c и ʒ перед e и i: c > ť, ʒ > ď — ďeťi, ďeďina, ťixo, plaťit, но idete, den, kost;
- отсутствие перехода l в u̯: hlava, lúka, dlúhí, blexa;
- наличие форм существительных множественного числа именительного падежа типа siné в отличие от общезагорских форм типа sinové;
- наличие форм существительных множественного числа родительного падежа типа jehlí в отличие от общезагорских форм типа jeheu̯;
- распространение глаголов в форме 1-го лица единственного числа настоящего времени с окончанием -u: vedu, nesu, kupuju, piju наряду с формами rozumím, volám;
- глагол «быть» в 1-м лице единственного числа имеет форму su, nejsu; в остальных загорских говорах — sem, nejsem;
- глагол «быть» в 3-м лице множественного числа имеет форму sú, nejsú;
- причастия прошедшего времени на -l имеют окончания -l, -la, -lo, -li: bil, bila, padnul, padnula;
- наличие таких форм повелительного наклонения, как ďi, ďime, ďite, plať; в остальных загорских говорах формы dzi, dzime, dzite, plac;
- окончание инфинитива vléci (общезагорская форма — vliecť), окончания прочих инфинитивов -ť и т. д.